# Vlado Šav
VLADO ŠAV  1945–2008 

Ne besede, slavila nas bodo naša dela za drugega, za druge!

## Kratek življenjepis
Rodil  se je 20. julija 1945 v Svetem Križu pri Trstu. Diplomiral je na igralski akademiji v Ljubljani in specializiral na Poljskem na Inštitutu za gledališke raziskave. Umrl je 3. novembra 2008 v Izoli.
Vlado Šav je bil eden najvidnejših intelektualcev na kulturnem, okoljevarstvenem in širšem družbenem področju. Iz njegove obširne dejavnosti le najpomembnejše:
Na koprski gimnaziji je kot dijak ustanovil šolsko revijo Maestral, ki izhaja še danes. Bil je njen prvi urednik.
Od leta 1963 je sodeloval pri Odru mladih (pozneje: Mestni oder Koper) kot osrednji igralec (deset nosilnih vlog) in kot pomočnik režiserja.
Leta 1966 je kot študent AGRFT ustanovil Kulturni klub Mandala (gledališka, filmska, literarna, likovna in fotografska dejavnost). Šav si je ves čas intenzivno prizadeval, da bi Koper dobil poklicno gledališče.
Sodeloval je pri reviji Obala (pozneje Primorska srečanja). Tu je bil tudi nekaj časa literarni urednik. Bil je med ustanovi¬telji Zveze književnikov Primorske. 
Njegova ustvarjalnost na literarnem področju: roman Žeja, zbirka misli Samorodnice, zbirki pesmi: Stopinje v molku, Poto¬vanje. Sodeloval je pri monografiji Dragonja. Za tisk je pripravil knjigo esejev o slovenski Istri.
Leta 1980 je v dolini Dragonje (Žankoliči) uredil kulturno in okoljevarstveno središče. K sodelovanju je pritegnil mislece iz vse Evrope. Njegova projekta (skupina performansa Ljudje z reke), ki sta imela splošno človeški značaj, sta bila: Potovanje, Onkraj. Z delavnicami in performansi (številna gostovanja!) je promoviral sodobno istrsko kulturo po vseh večjih mestih Evrope.
V devetdesetih letih se je skupina preimenovala v Performans studio Koper. Stvaritve: Dioniz (PPF), Potovanje Graala, Forešt, Zadaj. Sodelovanje nemškega gledališča iz Rottenburga (Forešt) in Lado Jakša (Zadaj).
Delal je na projektu animacije kulture Romanje k Majhni reki. Gre za nadaljevanje raziskav, začetih s projekti: Plešoči kamen (1994), Majhna voda (1995), Earg Aon (1996). To so bili projekti aktivne kulture.
Zagovarjal je domačo izvirno gledališko dejavnost in je nasprotoval zgolj "uvažanju" gledaliških predstav.
Izrednega pomena je njegovo delovanja na področju okoljevarstva in kulturnega ozaveščanja ljudi. Organiziral je na desetine delavnic izkustvene okoljske vzgoje. Uprl se je gradnji jezu in uničenju doline reke Dragonje. Enako je nasprotoval gradnji asfaltirane ceste po tej dolini. V ta prizadevanja je pritegnil številne domače in tuje kulturnike.
Organiziral in vodil je mnoge čistilne akcije (obrežja obalnih klifov od Lazareta do Strunjana). Skupaj z drugimi ozaveščenimi intelektualci in preprostimi ljudmi je preprečil posek ceder v parku ob Vojkovem nabrežju.
Njegova je bila tudi izvirna ustvarjalnost pri projektu Golobji vrt (1984). To je bil trajni animacijski prostor družabnosti, glasbe, plesa, performansov, literarnih večerov, slikanja, itd. Bil je tudi pobudnik mnogih literarnih večerov na podeželju. 
Skupaj z Milanom Gregoričem je zasnoval Klub Istra, ki je bil sprva usmerjen v oblikovanje civilne družbe. Bil je pobudnik mnogih okroglih miz na temo istrske kulture in oživljanja mesta Koper. 
Organiziral je štiri čudovita septembrska praznovanja, ki so imela namen brisati mejo med mestom in vasjo (dogajanja v Topolovcu v letih 1989-1993!). 
O istrski kulturi in o kulturi sploh, o okoljevarstvu in drugem je Šav veliko pisal v 7. valu, prilogi Primorskih novic in v Književnih listih, prilogi Dela ter v raznih revijah.
Bil je ustanovitelj Društva za kulturne raziskave in ekologijo (1994), ki mu je tudi predsedoval. Društvo je vključevalo: Performans Studia Koper, sekcijo EKO Koper in sekcijo Družbena pobuda obale. Šav je bil tudi pobudnik ustanovitve Kulturnega foruma slovenske Istre.
Sodeloval je v vodstvu iniciative: Središče alternativnih dejavnosti (1999). V prostorih bivše osnovne šole Vanganel naj bi delovalo okoli 30 alternativnih skupin; osebnostna rast in prevencija narkomanije.